# Osmia excavata
Osmia excavata är en biart som beskrevs av Johann Dietrich Alfken 1903. Osmia excavata ingår i släktet murarbin, och familjen buksamlarbin. Inga underarter finns listade i Catalogue of Life.